# Non si interrompe un'emozione
Non si interrompe un'emozione è un celebre slogan coniato dal regista cinematografico Federico Fellini per contestare l'abuso delle interruzioni pubblicitarie sulle tv private a partire dagli anni ottanta, specialmente durante la trasmissione dei film, in quanto opere d'arte e non semplici prodotti commerciali.
Questo slogan fu poi ripreso a partire dal 1989 dal Partito Comunista Italiano e poi dal Partito Democratico della Sinistra nella campagna per il referendum sulla pubblicità televisiva del 1995, volto a impedire l'interruzione delle trasmissioni di film e partite di calcio con le inserzioni pubblicitarie.
Fra i testimonial che si schierarono per il NO al referendum e a fianco delle tv private, vi furono Mike Bongiorno, Raimondo Vianello, Sandra Mondaini, Rosario Fiorello, Lorella Cuccarini, Michele Placido, Athina Cenci e Simona Izzo. Si schierarono invece per il SI, fra gli altri, Roberto Benigni, Beppe Grillo, Michelangelo Antonioni e Gabriele Salvatores.
Alla fine, l'iniziativa referendaria anti-spot ottenne il favore di quasi 12 milioni di italiani (44,3% dell'elettorato): più di 15 milioni (55,7%) invece non vollero cambiare la legislazione corrente in materia e pertanto la consultazione non ebbe per i promotori dello slogan i risultati sperati.